# Toni Domgjoni
Toni Domgjoni (Koprivnica, 4 settembre 1998) è un calciatore kosovaro con cittadinanza svizzera, centrocampista del Koper.

## Biografia
Nato in Croazia da genitori albanesi del Kosovo, crebbe dal 2009 in Svizzera quando la famiglia si trasferì a Zurigo.

## Carriera

### Club
Cresciuto nel settore giovanile dello Zurigo, ha esordito in prima squadra il 17 marzo 2018, nella sconfitta contro lo Young Boys. Il 23 maggio firma il primo contratto professionistico, di durata triennale.

### Nazionale
Il 7 settembre 2018 ha debuttato con la nazionale Under-21 svizzera, in occasione della partita di qualificazione agli Europei 2019 persa per 3-0 contro la Bosnia.
Nel 2021 acquisisce la nazionalità kosovara e decide di giocare per la rappresentativa balcanica. Viene convocato per la prima volta dalla nazionale del Kosovo in occasione delle gare di qualificazione ai mondiali del 2022 del 10 e 14 novembre 2021 contro Giordania e Grecia senza però scendere in campo. Esordisce il 24 marzo 2022 in occasione dell'amichevole vinta per 5 a 0 contro il Burkina Faso, gara nella quale mette a segno il suo primo gol con i balcanici.

## Statistiche

### Presenze e reti nei club
Statistiche aggiornate all'8 settembre 2018.
| Stagione        | Squadra         | Campionato      | Campionato | Campionato | Coppe nazionali | Coppe nazionali | Coppe nazionali | Coppe continentali | Coppe continentali | Coppe continentali | Altre coppe | Altre coppe | Altre coppe | Totale | Totale | Totale |
| Stagione        | Squadra         | Comp            | Pres       | Reti       | Comp            | Pres            | Reti            | Comp               | Pres               | Reti               | Comp        | Pres        | Reti        | Pres   | Reti   |        |
| --------------- | --------------- | --------------- | ---------- | ---------- | --------------- | --------------- | --------------- | ------------------ | ------------------ | ------------------ | ----------- | ----------- | ----------- | ------ | ------ | ------ |
| gen.-giu. 2018  | Zurigo          | SL              | 12         | 1          | CS              | 1               | 0               | -                  | -                  | -                  | -           | -           | -           | 13     | 1      |        |
| 2018-2019       | Zurigo          | SL              | 6          | 0          | CS              | 1               | 0               | UEL                | 0                  | 0                  | -           | -           | -           | 7      | 0      |        |
| Totale Zurigo   | Totale Zurigo   | Totale Zurigo   | 18         | 1          |                 | 2               | 0               |                    | 0                  | 0                  |             | -           | -           | 20     | 1      |        |
| Totale carriera | Totale carriera | Totale carriera | 18         | 1          |                 | 2               | 0               |                    | 0                  | 0                  |             | -           | -           | 20     | 1      |        |

### Cronologia presenze e reti in nazionale
| Cronologia completa delle presenze e delle reti in nazionale ― Kosovo | Cronologia completa delle presenze e delle reti in nazionale ― Kosovo | Cronologia completa delle presenze e delle reti in nazionale ― Kosovo | Cronologia completa delle presenze e delle reti in nazionale ― Kosovo | Cronologia completa delle presenze e delle reti in nazionale ― Kosovo | Cronologia completa delle presenze e delle reti in nazionale ― Kosovo | Cronologia completa delle presenze e delle reti in nazionale ― Kosovo | Cronologia completa delle presenze e delle reti in nazionale ― Kosovo |
| Data                                                                  | Città                                                                 | In casa                                                               | Risultato                                                             | Ospiti                                                                | Competizione                                                          | Reti                                                                  | Note                                                                  |
| --------------------------------------------------------------------- | --------------------------------------------------------------------- | --------------------------------------------------------------------- | --------------------------------------------------------------------- | --------------------------------------------------------------------- | --------------------------------------------------------------------- | --------------------------------------------------------------------- | --------------------------------------------------------------------- |
| 24-3-2022                                                             | Pristina                                                              | Kosovo                                                                | 5 – 0                                                                 | Burkina Faso                                                          | Amichevole                                                            | 1                                                                     | 78’                                                                   |
| 29-3-2022                                                             | Zurigo                                                                | Svizzera                                                              | 1 – 1                                                                 | Kosovo                                                                | Amichevole                                                            | -                                                                     | 90+1’                                                                 |
| 9-6-2022                                                              | Pristina                                                              | Kosovo                                                                | 3 – 2                                                                 | Irlanda del Nord                                                      | UEFA Nations League 2022-2023 - 1º turno                              | -                                                                     | 79’                                                                   |
| 12-6-2022                                                             | Volo                                                                  | Grecia                                                                | 2 – 0                                                                 | Kosovo                                                                | UEFA Nations League 2022-2023 - 1º turno                              | -                                                                     |                                                                       |
| Totale                                                                |                                                                       | Presenze                                                              | 4                                                                     |                                                                       | Reti                                                                  | 1                                                                     |                                                                       |

## Palmarès

### Club

#### Competizioni nazionali
- Coppa Svizzera: 1

Zurigo: 2017-2018